# Giovanni Di Lorenzo
Giovanni Di Lorenzo (Castelnuovo di Garfagnana, 4. kolovoza 1993.) talijanski je nogometaš koji igra na poziciji desnog beka. Trenutačno igra za Napoli.

## Klupska karijera
Di Lorenzo je započeo svoju karijeru u Reggini. Svoj profesionalni debi za klub ostvario je 29. svibnja 2011. u drugoligaškoj utakmici protiv Sassuola. Tijekom sezone 2012./13. bio je posuđen trećeligašu Cuneu. Godine 2015. prelazi u Materu za koju je igrao do 2017. kada prelazi u Empoli. Nakon što je s Empolijem ostvario promociju u Seriju A, u toj je ligi debitirao je 19. kolovoza 2018. protiv Cagliarija. Dana 7. lipnja 2019. prešao je u Napoli za 8 milijuna eura.

## Reprezentativna karijera
Tijekom svoje omladinske karijere igrao je za selekcije Italije do 20 i 21 godine. Za Italiju je debitirao 15. listopada 2019. protiv Lihtenštajna kojeg je Italija pobijedila 0:5. S Italijom je osvojio Europsko prvenstvo 2020. Svoj prvi pogodak za reprezentaciju postigao je 8. rujna 2021. protiv Litve s kojom je Italija igrala 5:0.

## Priznanja

### Individualna
- Član momčadi sezone Serie A: 2021./22.[10]

### Klupska
Empoli
- Serie B: 2017./18.[11]

Napoli
- Serie A: 2022./23.[12]
- Coppa Italia: 2019./20.[13]

### Reprezentativna
- Europsko prvenstvo: 2020.[6]
- UEFA Liga nacija (3. mjesto): 2020./21.[14]

## Vanjske poveznice
- Profil, ESPN FC
- Profil, Soccerway
- Profil, AIC.football.it
- Profil, FootballDatabase.eu
- Profil, Lega Serie A
- Profil, Calciatore